# Sachib-Gariej Said-Galijew

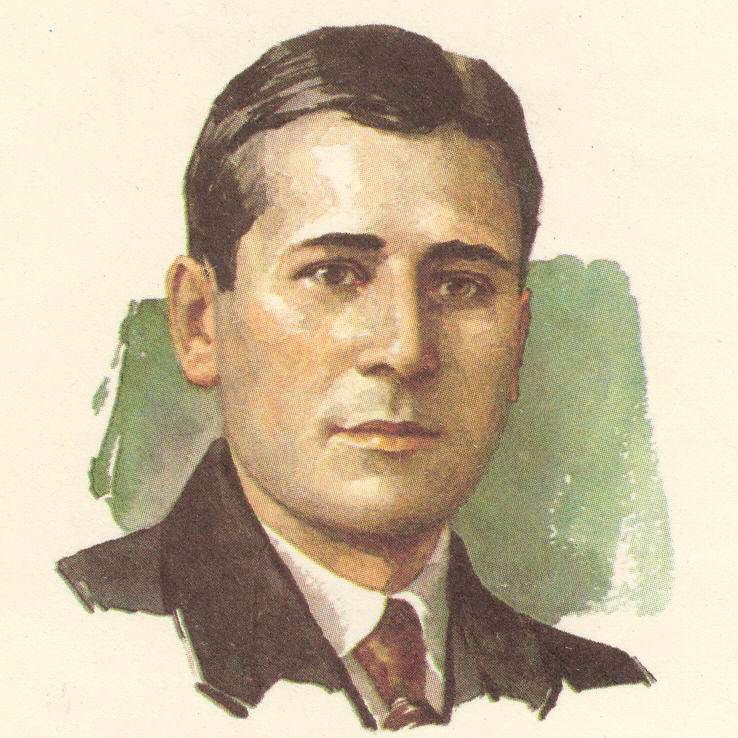

Sachib-Gariej Said-Galijew (ros. Са́хиб-Га́рей Са́ид-Га́лиев, ur. 18 marca 1894 w Ufie, zm. 29 października 1938) – przewodniczący Rady Komisarzy Ludowych Tatarskiej ASRR (1920–1921) i Krymskiej ASRR (1921–1924).
1915–1917 służył w rosyjskiej armii, w marcu 1917 wstąpił do SDPRR(b), od lipca 1917 przewodniczący Uralskiej Obwodowej Rady Muzułmańskiej, 1918–1919 komisarz ds. narodowości Rady Kazańskiej, członek Tatarsko-Baszkirskiego Biura Ufijskiego Gubernialnego Komitetu RKP(b), wykładowca muzułmańskich kursów wojskowo-politycznych przy Wydziale Politycznym Centralnego Muzułmańskiego Kolegium Wojskowego. Od listopada 1919 do 1920 przewodniczący Centralnego Biura Organizacji Komunistycznych Narodów Wschodu przy KC RKP(b), od 8 lipca do 26 września 1920 przewodniczący Tatarskiego Komitetu Rewolucyjnego, od września 1920 do 1921 przewodniczący Rady Komisarzy Ludowych Tatarskiej ASRR, a od 11 listopada 1921 do 16 maja 1924 Rady Komisarzy Ludowych Krymskiej ASRR. Od 31 maja 1924 do 18 grudnia 1925 członek Centralnej Komisji Kontrolnej RKP(b), od 1924 kierownik sekcji finansowo-budżetowej Ludowego Komisariatu Inspekcji Robotniczo-Chłopskiej ZSRR, potem kierownik sekcji rolniczej tego komisariatu, 1928–1931 zastępca zarządcy i potem zarządca trustu „Tiepło i siła” w Moskwie, 1931–1933 członek Kolegium Ludowego Komisariatu Pracy ZSRR.
Aresztowany, następnie rozstrzelany podczas wielkiego terroru. Pośmiertnie zrehabilitowany.